# Boerentoren
Der Boerentoren (Bauernturm) in Antwerpen ist eines der höchsten Hochhäuser der ersten Hälfte des 20. Jahrhunderts in Europa. Der Name rührt daher, dass der Hauptteil der Klienten der Kredietbank, die den Turm errichtete, Bauern waren. Das Nachfolgeunternehmen der Kredietbank, die KBC Group, nutzte das Gebäude bis zum Verkauf.
Anlass des Baus war die Weltausstellung 1930, die in Antwerpen stattfand. Ursprünglich 87,5 m hoch, misst das Gebäude seit einem Umbau 1976, bei dem die bis dahin bestehenden Apartments in Büros umgewandelt wurden, 97 m. Bis heute wird es in Antwerpen nur von der Liebfrauenkathedrale überragt.
Der Unternehmer und Kulturmäzen Fernand Huts erwarb Ende 2020 den Boerentoren von KBC. Nach einer Asbestsanierung und einem Umbau durch den Architekten Daniel Libeskind wird hier ein Kultur- und Kunstzentrum entstehen. In der Sammlung der von Huts gegründeten Stiftung befindet sich auch das Skelett eines Tyrannosaurus, welches nach dessen Fertigstellung ebenfalls im Boerentoren ausgestellt wird. Auf 13 Etagen entstehen Wohnungen. Die ursprünglichen Pläne Libeskinds, eine Glaskonstruktion auf den Turm zu setzen, wurden weit verbreitet kritisiert. Im Januar 2024 verlautete Huts, diese Pläne seien „nicht in Stein gemeisselt“.

## Trivia
- Bei gutem Wetter und klarer Sicht kann man von der Spitze des Boerentoren das Atomium in Brüssel sehen.
- Der Boerentoren hat den größten Keller von ganz Antwerpen.
- Tanja Dexters hatte im August 1999 einen Basejump vom Boerentoren geplant, kam aber nicht am Sicherheitspersonal vorbei.
- Der Boerentoren verfügt über einen Wassertank mit 230 m³ Volumen